# Harald Leipnitz

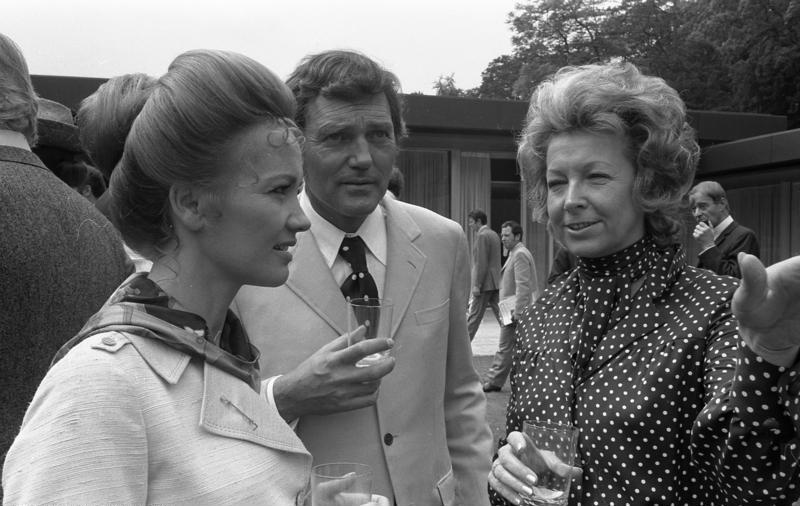
Harald Leipnitz (centro) con Liselotte Pulver y Rut Brandt en 1971

Harald Leipnitz (22 de abril de 1926 - 21 de noviembre de 2000) fue un actor teatral, cinematográfico, televisivo y de voz de nacionalidad alemana.

## Biografía
Nacido en Elberfeld, Alemania, era hijo de un maestro cerrajero. Fue hecho prisionero durante la Segunda Guerra Mundial, y tras ser liberado, no teniendo educación por ese motivo, se interesó por la actuación. Hizo diversas actuaciones teatrales como aficionado, decidiendo tomar clases de actuación de Hans Caninenberg, debutando en el año 1948 en el Wuppertaler Bühnen. Hasta el año 1960 actuó en Wuppertal, y posteriormente actuó en Múnich en el Bayerisches Staatsschauspiel, en Berlín, Düsseldorf y Stuttgart, además de participar en giras teatrales.
Además de actor teatral, Leipnitz actuó en diferentes producciones cinematográficas y televisivas. Obtuvo una gran popularidad con películas basadas en relatos de Karl May como Der Ölprinz y Winnetou und sein Freund Old Firehand, así como por protagonizar cintas sobre historias de Edgar Wallace como Die Gruft mit dem Rätselschloss, Der unheimliche Mönch y Die blaue Hand. Por su actuación en Die endlose Nacht obtuvo en 1963 el Premio Filmband in Gold de los Deutscher Filmpreis. Además, en 1968 recibió un Premio Bambi. 
Leipnitz fue también muy activo como actor de voz y radiofónico. Entre otros actores, prestó su voz a Alain Delon en A pleno sol, Cary Grant en His Girl Friday, Albert Finney en Tom Jones, Charles Aznavour en Les Fantômes du chapelier y Richard Harris en Robin y Marian. En la radio trabajó a menudo en producciones detectivescas y en adaptaciones de grandes obras literarias (Effi Briest, de Theodor Fontane, coproducción SFB/BR/HR, 1974, entre otras). También participó en producciones de carácter infantil para Phonogram como Jim Knopf und die wilde 13 (1973), Momo (1975), y La historia interminable (1980). En 1978 fue narrador de Pumuki, de Ellis Kaut, en las entregas 34 as 39 producidas en disco por Electrola. 
La última actuación de Leipnitz tuvo lugar en la película de ciencia ficción Vortex, que hubo de completarse tras su muerte.
Leipnitz se casó en 1948 con Walburga Dohle, con la que tuvo tres hijos. Sin embargo, el actor vivió desde 1969 con Ingrid Weis.
Harald Leipnitz falleció en noviembre de 2000 en Múnich, Alemania, a causa de un cáncer de pulmón. Fue enterrado en el cementerio de Köstenberg en Velden am Wörther See, Kärnten.

## Filmografía

### Cine
- 1963 : Die endlose Nacht
- 1963 : … und der Amazonas schweigt
- 1964 : Die Gruft mit dem Rätselschloss
- 1965 : Die Banditen vom Rio Grande
- 1965 : Mädchen hinter Gittern
- 1965 : Jagd auf blaue Diamanten
- 1965 : Der Ölprinz
- 1965 : Der unheimliche Mönch
- 1966 : Ich suche einen Mann
- 1966 : Agent 505 – Todesfalle Beirut
- 1966 : Sperrbezirk
- 1966 : Playgirl
- 1966 : Die 13 Sklavinnen des Dr. Fu Man Chu
- 1966 : Inferno a Caracas
- 1966 : Liselotte von der Pfalz
- 1966 : Winnetou und sein Freund Old Firehand
- 1967 : Die Wirtin von der Lahn
- 1967 : Die blaue Hand
- 1967 : Die Nacht gehört uns
- 1967 : Die Zeit der Kirschen ist vorbei
- 1967 : Herrliche Zeiten im Spessart
- 1968 : Zuckerbrot und Peitsche
- 1968 : Frau Wirtin hat auch einen Grafen
- 1968 : Lady Hamilton – Zwischen Schmach und Liebe
- 1968 : Bengelchen liebt kreuz und quer
- 1969 : Just Happened
- 1969 : Marquis de Sade: Justine
- 1969 : Frau Wirtin hat auch eine Nichte
- 1969 : Der Kerl liebt mich – und das soll ich glauben?
- 1970 : Frau Wirtin bläst auch gern Trompete
- 1970 : Nach Stockholm der Liebe wegen
- 1970 : Ich schlafe mit meinem Mörder
- 1971 : Großstadtprärie
- 1972 : Nur eine Frage der Zeit
- 1973 : Alle Menschen werden Brüder
- 1973 : Gott schützt die Liebenden
- 1973 : Die blutigen Geier von Alaska
- 1976 : Anita Drögemöller und die Ruhe an der Ruhr
- 1977 : Das chinesische Wunder
- 1977 : Tod oder Freiheit
- 1978 : Kneuss
- 1980 : Musik auf dem Lande
- 1987 : Zärtliche Chaoten
- 1988 : Zärtliche Chaoten II
- 1992 : Immer Ärger mit Nicole
- 1995 : Pizza Arrabiata
- 1999 : Südsee – Eigene Insel
- 2001 : Vortex

### Televisión
- 1954 : Die Generalprobe
- 1958 : Tageszeiten der Liebe
- 1958 : Das Glück sucht seine Kinder
- 1960 : Der Vetter aus Dingsda
- 1960 : Die Dame in der schwarzen Robe
- 1961 : Einladung ins Schloß
- 1961 : Küß mich Kätchen
- 1961 : Mary Rose
- 1962 : Warten auf Dodo
- 1962 : Der Widerspenstigen Zähmung
- 1962 : Die Rache
- 1962 : Das Vergnügen, anständig zu sein
- 1962 : Bedaure, falsch verbunden
- 1963 : Die Nacht der Schrecken
- 1963 : Der Geisterzug
- 1963 : Chiarevalle wird entdeckt
- 1963 : Mamselle Nitouche
- 1963 : Kein Krieg für Amédée
- 1964 : Hofloge
- 1964 : Die Schlinge
- 1965 : Die Schlüssel (miniserie)
- 1965 : Boing-Boing
- 1965 : Drei leichte Fälle
- 1965 : Ein idealer Gatte
- 1966 : Das Mädchen aus Mira
- 1966 : Träume in der Mausefalle
- 1966 : Guten Abend... (serie TV)
- 1966 : Zaubereien oder Die Tücke des Objekts
- 1967 : Eiszeit der Liebe
- 1968 : Eine etwas sonderbare Dame
- 1968 : Die Schlacht bei Lobositz
- 1968 : Tiefparterre
- 1969 : Jean der Träumer
- 1969 : Liebe gegen Paragraphen
- 1971 : Der Kommissar (serie TV), episodio Der Moormörder
- 1971 : Hallo, wer dort?
- 1972 : Das System Fabrizzi
- 1972 : Doppelspiel in Paris – Zeugenberichte aus dem gefährlichen Leben der Mathilde Carré
- 1972 : Die Bilder laufen
- 1973 : Ein Fall für Männdli (serie TV), episodio Gift im Champagner
- 1973 : Gestern gelesen (serie TV), episodio Im Netz der Spinne
- 1973 : Du stirbst nicht allein – Ein deutscher Kriegspfarrer in Paris
- 1973 : Der Kommissar, episodio Der Tod von Karin W.
- 1975 : Beschlossen und verkündet (serie TV), episodio Geisterhände
- 1975 : Ein schönes Paar
- 1976 : Romeo und Julia
- 1976 : Derrick (serie TV), episodio Tote Vögel singen nicht
- 1976 : Taxi 4012
- 1976 : Vier gegen die Bank
- 1976 : Graf Yoster gibt sich die Ehre (serie TV), episodio Goldschatz gesucht
- 1976 : Graf Yoster gibt sich die Ehre, episodio Johann hier und Johann da
- 1977 : Fragen Sie Frau Erika
- 1977 : Der Anwalt (serie TV), episodio Urlaubsreif
- 1977 : Polizeiinspektion 1 (serie TV), episodio Die Frau des Polizisten
- 1977 : Wer sah ihn sterben?
- 1977 : Die Kette (miniserie)
- 1978 : Zwei himmlische Töchter (miniserie), episodio Ein Sarg nach Leech
- 1978 : Der Alte (serie TV), episodio Ein Koffer
- 1979 : Grille und Ameise
- 1983 : Monaco Franze – Der ewige Stenz (serie TV), episodio Ein ernsthafter älterer Herr
- 1983 : Der Mustergatte
- 1983 : Ein Mord liegt auf der Hand
- 1983 : Lea
- 1983 : Ein Fall für zwei (serie TV), episodio Strich durch die Rechnung
- 1984 : Montagsgeschichten
- 1984 : Angelo und Luzy (serie TV), episodio Alle Engel mogeln
- 1985 : Alte Gauner (serie TV)
- 1985 : Unsere schönsten Jahre (serie TV), episodio Nadine
- 1985 : Der Alte, episodio Flüstermord
- 1985 : Schöne Ferien (serie TV), episodio Urlaubsgeschichten aus Mallorca
- 1985 : Schöne Ferien, episodio Urlaubsgeschichten aus Portugal
- 1986 : Es muß nicht immer Mord sein (serie TV), episodio Leiden und leiden lassen
- 1986 : Berliner Weiße mit Schuß (serie TV)
- 1986 : Kir Royal (serie TV), episodio Wer reinkommt, ist drin
- 1986 : Der Kandidat
- 1986 : Das unverhoffte Glück
- 1987 : SOKO 5113 (serie TV), episodio Mord in der Schickeria
- 1987 : Die glückliche Familie (serie TV)
- 1987 : Der Alte, episodio Ein teuflischer Plan
- 1988 : Kommissar Zufall (serie TV)
- 1988 : Trouble im Penthouse
- 1990 : Der Millionenerbe (serie TV)
- 1990 : Ewald – Rund um die Uhr
- 1990 : Ein Schloß am Wörthersee (serie TV), episodio Der Ehrengast
- 1991 : Eine Dame mit Herz, teils bitter, teils süß
- 1991 : Gesucht wird Ricki Forster (miniserie)
- 1992 : Derrick, episodio Mord im Treppenhaus
- 1993 : Glückliche Reise (serie TV), episodio Kapstadt
- 1993 : Klippen des Todes
- 1993 : Der blaue Diamant
- 1994 : Der Heiratsvermittler
- 1994 : Drei zum Verlieben (serie TV)
- 1994 : Lutz & Hardy (serie TV), episodio Immer wieder Sonnenschein
- 1994–1995 : Unsere Schule ist die Beste (serie TV)
- 1995 : Frankie (serie TV)
- 1996 : Das Karussell des Todes
- 1996 : Immer Ärger mit Arno (serie TV)
- 1998 : Stürmischer Sommer
- 1999 : Küstenwache (serie TV), episodio Der Piratensender
- 2000 : Alarm für Cobra 11 – Die Autobahnpolizei (serie TV), episodio Tulpen aus Amsterdam

## Radio
- 1996 : Gisbert Haefs: Das Triumvirat spinnt, dirección de Klaus Dieter Pittrich (Westdeutscher Rundfunk)